# Polyptychus lapidatus
Polyptychus lapidatus is een vlinder uit de familie van de pijlstaarten (Sphingidae). De wetenschappelijke naam van de soort werd in 1917 gepubliceerd door James John Joicey & William James Kaye.